# Mine (Giappone)
Mine (美祢市?) è una città giapponese della prefettura di Yamaguchi, sull'isola di Honshū.